# 委陵菜
委陵菜（学名：Potentilla chinensis）为蔷薇科委陵菜属的植物。

## 形态
多年生草本。奇数羽状复叶，多对长椭圆形小叶，羽状分裂，下面被棉白色毛；夏季开黄色花，伞房状聚伞花序；果实呈头状，为聚合的瘦果。

## 分布
分布在台湾、俄罗斯远东地区、朝鲜、日本以及中国大陆的吉林、河北、广东、广西、四川、湖南、陕西、内蒙古、辽宁、山东、云南、江西、安徽、西藏、湖北、黑龙江、甘肃、贵州、河南、江苏等地，生长于海拔400米至3,200米的地区，见于林缘、沟谷、山坡草地、灌丛或疏林下，目前尚未由人工引种栽培。

## 中医用途
根入药，可清热解毒，收敛止血，可以治阿米巴痢疾、淋巴结核、肺结核、吐血等症。

## 别名及异名
别名：一白草、生血丹、扑地虎、五虎噙血、天表地白（陕西）、萎陵菜（东北植物检索表）
异名：
- Potentilla chinensis Ser. var. lineariloba Franch. et Sav.
- Potentilla chinensis Ser. var. platyloba Liou et C. Y. Li

## 延伸阅读
[在维基数据编辑]
 《植物名實圖考·委陵菜》，出自吳其濬《植物名實圖考》

## 外部連結
- 委陵菜 Weilingcai （页面存档备份，存于） 藥用植物圖像資料庫 (香港浸會大學中醫藥學院) （中文）（英文）
- 委陵菜 中藥材圖像數據庫  (香港浸會大學中醫藥學院) （中文）（英文）
- 委陵菜 Wei Ling Cai（页面存档备份，存于） 中藥標本數據庫 (香港浸會大學中醫藥學院) （繁體中文）（英文）